# Sebree
Sebree és una població dels Estats Units a l'estat de Kentucky. Segons el cens del 2000 tenia 1.558 habitants.

## Demografia
Segons el cens del 2000, Sebree tenia 1.558 habitants, 573 habitatges, i 374 famílies. La densitat de població era de 371,3 habitants/km².
Dels 573 habitatges en un 31,1% hi vivien nens de menys de 18 anys, en un 48% hi vivien parelles casades, en un 10,8% dones solteres, i en un 34,6% no eren unitats familiars. En el 28,6% dels habitatges hi vivien persones soles el 12,2% de les quals corresponia a persones de 65 anys o més que vivien soles. El nombre mitjà de persones vivint en cada habitatge era de 2,54 i el nombre mitjà de persones que vivien en cada família era de 3.
Per edats la població es repartia de la següent manera: un 23,3% tenia menys de 18 anys, un 11,6% entre 18 i 24, un 27,8% entre 25 i 44, un 20% de 45 a 60 i un 17,3% 65 anys o més.
L'edat mediana era de 36 anys. Per cada 100 dones de 18 o més anys hi havia 98,5 homes.
La renda mediana per habitatge era de 29.663 $ i la renda mediana per família de 35.221 $. Els homes tenien una renda mediana de 21.379 $ mentre que les dones 18.438 $. La renda per capita de la població era de 14.339 $. Entorn del 17,4% de les famílies i el 22,3% de la població estaven per davall del llindar de pobresa.

## Poblacions més properes
El següent diagrama mostra les poblacions més properes.